# 晉孝侯
晉孝侯（？—前724年），姬姓，名平，是春秋時期諸侯國晉國的國君，晉昭侯之子，晉國第十三任君主，在位15年，於前724年為曲沃莊伯所殺。
昭侯七年（前739年），曲沃桓叔勾結晉大臣潘父，弒殺了昭侯，曲沃桓叔欲入晉自立，但被晉人發兵逐回曲沃。晉人共立公子平為君，是為孝侯，誅殺潘父。
孝侯十五年（前724年），曲沃桓叔之子莊伯在國都翼城弒殺了孝侯，晉人攻曲沃莊伯，莊伯退回曲沃。晉人立孝侯之弟公子郄為君，是為鄂侯。